# Lonchurus elegans
Lonchurus elegans is een straalvinnige vissensoort uit de familie van ombervissen (Sciaenidae). De wetenschappelijke naam van de soort is voor het eerst geldig gepubliceerd in 1948 door Boeseman.